# Balewko
Balewko (deutsch Klein Baalau, früher Klein-Baalau) ist eine Ortschaft in der Landgemeinde (Gmina) Mikołajki Pomorskie (Niklaskirchen) im Powiat Sztumski (Stuhmer Kreis) der polnischen Woiwodschaft Pommern.

## Geographische Lage
Das Dorf liegt im ehemaligen Westpreußen, nördlich des Baalauer Sees, etwa 16 Kilometer ostsüdöstlich von Stuhm (Sztum), zehn Kilometer südwestlich von Christburg (Dzierzgoń) und sechs Kilometer nördlich von Stangenberg (Stążki).

## Geschichte
Klein Baalau wird 1818 als adliges Vorwerk bezeichnet, hatte zu diesem Zeitpunkt aber nur drei Einwohner. In den nachfolgenden Jahrzehnten wurde es ein Dorf. 
Am 30. September 1928 wurde der Gutsbezirk Groß Baalau, Kreis Stuhm, mit der Landgemeinde Klein Baalau zusammengelegt und die neue Landgemeinde Baalau gebildet.

### Demographie
| Jahr | Einwohner | Anmerkungen                                                                                 |
| ---- | --------- | ------------------------------------------------------------------------------------------- |
| 1818 | 3         | adliges Vorwerk                                                                             |
| 1852 | 77        | [ 3 ]                                                                                       |
| 1864 | 82        | Dorf, darunter neun Evangelische und 73 Katholiken                                          |
| 1885 | 68        | Dorf, am 1. Dezember, sämtlich Katholiken                                                   |
| 1910 | 64        | Landgemeinde, am 1. Dezember, sämtlich Katholiken; 43 Personen mit polnischer Muttersprache |

## Kirche
Die Protestanten der hier bis 1945 anwesenden Dorfbevölkerung gehörten zur evangelischen Pfarrei Groß Rohdau.